# Рейзман, Оттилия Болеславовна
Отти́лия Болесла́вна Ре́йзман (также — Болесла́вовна; 24 сентября 1914, Минск — 22 апреля 1986, Москва) — советский оператор, фронтовой кинооператор Великой Отечественной войны. Лауреат двух Сталинских премий (1949, 1951).

## Биография
Родилась в Минске, полька (по другим сведениям, еврейка); отец был столяром, мать — домохозяйкой. После окончания польской школы-семилетки в 1925 году обучалась на общеобразовательных курсах в Минске, которые окончила в 1927 году. В период 1928—1930 годов работала в прокатном отделе ученицей, затем в лаборатории на минской студии «Белгоскино».
С 1932 года работала помощником и ассистентом оператора на московской кинофабрике «Союзкинохроника» (в дальнейшем — Московская студия кинохроники), с 1935 года — оператором-документалистом. Окончила операторский факультет ВГИКа в 1935 году. В качестве оператора участвовала в женском автопробеге «Москва — Малые Каракумы — Москва», снимала шахтёров Кузбасса. Друзья и близкие звали её «Отя».
21 февраля 1938 года была арестована по обвинению по статье 58-10, ч. 1 УК РСФСР («Пропаганда или агитация, содержащие призыв к свержению, подрыву или ослаблению Советской власти или к совершению отдельных контрреволюционных преступлений»). Её дело П-14612 рассматривалось 15 марта того же года московским Управлением рабоче-крестьянской милиции и было прекращено, О. Рейзман была освобождена и восстановлена на работе. Реабилитирована в мае 2004 года.
Молодая, улыбчивая женщина, она и представить не могла, что её, с подругой оператором Машей Суховой, профессия приведёт в партизанские отряды Белоруссии. Что, выходя с отрядом из окружения и продолжая снимать, будет убита Маша, а саму её фронтовые дороги приведут в Будапешт и Прагу. И только в 1946 году ей доведётся снять свой первый фильм о мирной жизни «Путешествие по родному  краю». Потом было ещё много фильмов и сюжетов для киножурналов, а в конце творческого пути ей полюбился киножурнал «Пионерия», и она даже стала режиссёром многих номеров.
С приходом войны в октябре 1941 года вместе с частью персонала студии была эвакуирована на студию кинохроники в Куйбышев. С июня 1943 года вместе с группой московских военных операторов-документалистов находилась в командировке в освобождённой от оккупантов Полоцко-Лепельской партизанской зоне, располагавшейся в Витебской области Белоруссии в тылу немецких войск, где выполнила большой объём съёмок боевых будней партизан.
После освобождения Белоруссии в августе 1944 года была командирована во фронтовую киногруппу 2-го Украинского, вела съёмки военных репортажей в Венгрии. Победу встретила в Чехословакии. Работала также в киногруппе Дальневосточного фронта.
По окончании войны вернулась на ЦСДФ. В 1949 году окончила Институт марксизма-ленинизма. Автор более 500 сюжетов для кинопериодики: «Искусство», «Московская кинохроника», «На страже СССР», «Наука и техника», «Новости дня», «Пионерия», «По Советскому Союзу», «Советский воин», «Советский спорт», «Советское искусство», «Советское кино», «Социалистическая деревня», «Союзкиножурнал», «Страна Советская», была одним из режиссёров киножурнала «Пионерия». Автор воспоминаний «При свете взрывов», публиковавшихся в 1970 и 1984 годах.
Член ВКП(б) с 1947 года, член Союза кинематографистов СССР с 1957 года.
Скончалась 22 апреля 1986 года в Москве.

### Семья
- отец — Болеслав Рейзман (? — 1940), столяр, позже актёр Белорусского государственного театра[4];
- муж — Георгий Епифанов (1918—1997), кинооператор-документалист[6].

## Фильмография

### Оператор
- 1935 — Прибытие А. Идена в Москву (совместно с Н. Вихеревым, Р. Карменом, М. Ошурковым, В. Пятовым, В. Соловьёвым)
- 1935 — Пятнадцатилетие Казахстана (в соавторстве)
- 1936 — Доклад Сталина И. В. о проекте Конституции СССР на чрезвычайном VIII Всесоюзном съезде Советов 25 ноября 1936 г. (совместно с С. Семёновым)
- 1936 — Женский автопробег (совместно с М. Суховой)
- 1936 — О самых маленьких
- 1937 — Памяти Серго Орджоникидзе (в соавторстве)
- 1937 — Северный полюс завоеван нами (совместно с М. Трояновским, С. Фоминым, К. Писанко, В. Доброницким)
- 1937 — Советская архитектура (совместно с С. Семёновым)
- 1937 — Сталинская забота (родильные дома, детские сады)
- 1938 — Мясокомбинат (в соавторстве)
- 1938 — Сталинская забота о детях / Сталинская забота (пионерские лагеря)
- 1938 — Счастливое детство (в соавторстве)
- 1938 — Речь В. М. Молотова на 1-й сессии Верховного Совета СССР (совместно с И. Беляковым, В. Ешуриным, Б. Макасеевым, А. Щекутьевым)
- 1939 — Женщина в СССР (в соавторстве)
- 1939 — Колхоз «Пламя»
- 1939 — Кондитерская промышленность (в соавторстве)
- 1939 — Одиннадцать столиц (совместно с А. Шафраном, В. Соловьёвым)
- 1939 — Первомай (в соавторстве)
- 1939 — Юннаты
- 1940 — Всесоюзная сельскохозяйственная выставка 1940 года (совместно с М. Глидером)
- 1940 — ВСХВ (совместно с М. Глидером)
- 1940 — Скульптор Меркуров
- 1941 — XXIV-й Октябрь в г. Куйбышеве (в соавторстве)
- 1941 — Наша Москва (в Боевом киносборнике № 5) (совместно с И. Беляковым, И. Вейнеровичем, М. Глидером, К. Кутуб-заде, В. Соловьёвым, В. Фроленко)
- 1941 — Боевые песни (фильм-песня)
- 1941 — Все силы на разгром врага № 3
- 1941 — Кремлёвские куранты
- 1941 — Крепи противопожарную оборону (совместно с М. Лившицем)
- 1941 — Максим Горький (совместно с А. Шафраном, Н. Самгиным, С. Семёновым)
- 1941 — Оборона Москвы (в соавторстве)
- 1941 — ПВХО (в соавторстве)
- 1941 — Песни партизан (фильм-песня)
- 1941 — Слушайте, женщины! (совместно с И. Беляковым)
- 1941 — Театр кукол
- 1942 — Боевая пехотная (фильм-песня)
- 1942 — Два Максима (фильм-песня)
- 1942 — Дети Родины
- 1942 — Мастера эстрады — фронту
- 1942 — «Материнский наказ» и «Песня смелых» (фильм-песня)
- 1942 — Письмо на фронт (совместно с А. Хавчиным)
- 1942 — Священная война (фильм-песня)
- 1943 — Боевые действия партизан в районе гг. Лепеля и Минска
- 1943 — Встреча партизан с армией
- 1943 — Действия партизан В. Е. Лобанка
- 1943 — Зверства немцев в Белоруссии
- 1943 — Кинорепортаж о поточном методе производства в лёгкой промышленности
- 1943 — Концерт татарского искусства (совместно с В. Цитроном)
- 1943 — На командном пункте
- 1943 — Партизаны Белоруссии
- 1943 — Урал куёт победу / Арсенал страны (совместно с Н. Степановым, С. Авлошенко, Н. Блажковым, П. Ногиным, Г. Родниченко, А. Суховым)
- 1943 — Художник Иогансон
- 1944 — В освобождённом Минске
- 1944 — Действия партизан
- 1944 — Освобождение Советской Белоруссии (в соавторстве)
- 1944 — Парад партизан в Минске
- 1945 — XXVIII Октябрь (в соавторстве)
- 1945 — Будапешт (фронтовой спецвыпуск № 1) (в соавторстве)
- 1945 — День победы над Японией (в соавторстве)
- 1945 — Освобождённая Чехословакия (в соавторстве)
- 1945 — Разгром Японии (в соавторстве)
- 1946 — XXIX Октябрь (в соавторстве)
- 1946 — 1 Мая (цветной вариант; в соавторстве)
- 1946 — К пребыванию в Москве исполкома Международной демократической федерации женщин (совместно с Г. Монгловской)
- 1946 — Максим Горький (в соавторстве)
- 1946 — Молодость мира (в соавторстве)
- 1946 — Путешествие по родному краю (в соавторстве)
- 1947 — В день выборов (в соавторстве)
- 1947 — Всесоюзный парад физкультурников (в соавторстве)
- 1947 — Газопровод Саратов — Москва (в соавторстве)
- 1947 — Международная демократическая федерация женщин (совместно с Г. Монгловской)
- 1947 — Москва — столица СССР (в соавторстве)
- 1947 — Первое Мая (цветной вариант; в соавторстве)
- 1947 — Слава Москве / 800-летие Москвы (в соавторстве)
- 1947 — На страже мира (в соавторстве)
- 1948 — 32 миллиона (в соавторстве)
- 1948 — Александр Николаевич Островский
- 1948 — На страже мира (в соавторстве)
- 1949 — XXXII Октябрь (в соавторстве)
- 1949 — 1 Мая (цветной вариант; в соавторстве)
- 1949 — Слава труду (в соавторстве)
- 1950 — Знания — в массы
- 1950 — Советский Дагестан (совместно с Е. Мухиным, Г. Епифановым)
- 1951 — День Воздушного флота СССР (в соавторстве)
- 1951 — Советский Узбекистан (в соавторстве)
- 1952 — По Хабаровскому краю (в соавторстве; нет в титрах)
- 1952 — Юные спортсмены (совместно с М. Ошурковым)
- 1953 — Озеро Селигер (совместно с А. Грек)
- 1953 — Советское Приморье (в соавторстве)
- 1954 — Дружба (в соавторстве)
- 1954 — Праздник нашей молодости (в соавторстве)
- 1955 — Международные соревнования по лёгкой атлетике в Москве (в соавторстве)
- 1955 — Премьер-министр Республики Индия Джавахарлал Неру в Советской стране (в соавторстве)
- 1956 — Артисты Индии в Москве (совместно с К. Ряшенцевым)
- 1956 — Московский энергетический
- 1956 — Школьные годы (в соавторстве)
- 1957 — На седьмой сессии Верховного Совета СССР (в соавторстве)
- 1957 — Свет Октября (в соавторстве)
- 1958 — Белое золото нашей страны (в соавторстве)
- 1958 — Горький (в соавторстве)
- 1958 — Зимний праздник (в соавторстве)
- 1958 — Искусство большой правды
- 1958 — Необыкновенные встречи
- 1959 — Воспоминания о Ленине (в соавторстве)
- 1960 — Венгрия показывает
- 1960 — Женщины мира (совместно с Г. Монгловской)
- 1960 — Слово о матери
- 1960 — Советская выставка в Париже (в соавторстве)
- 1961 — Вокруг Африки
- 1961 — Выставка в Париже (совместно с Ю. Монгловским)
- 1961 — Для нашего дома
- 1961 — К берегам Африки (совместно с Г. Монгловской)
- 1961 — Сергей Лемешев
- 1963 — Всемирный референдум (в соавторстве)
- 1963 — Дружба не знает расстояний (совместно с Р. Тумориной)
- 1963 — Мы с тобой, Куба!
- 1964 — Артек олимпийский (совместно с А. Кричевским)
- 1964 — Президент Йемена в Советском Союзе (в соавторстве)
- 1966 — Клятва над колыбелью (совместно с Г. Монгловской)[21]
- 1967 — Аркадий Райкин
- 1970 — Бесценное наследие
- 1971 — Всемирная книжная олимпиада

### Режиссёр
- 1961 — Вокруг Африки
- 1968 — Буревестник
- 1968 — Они строят Москву
- 1970 — Бесценное наследие
- 1970 — Всемирная книжная лениниана

## Награды и премии
- медаль «Партизану Отечественной войны» I степени (1944)[6];
- медаль «За взятие Будапешта» (1945)[6];
- медаль «За взятие Вены» (1945)[6];
- медаль «За победу над Японией» (1945)[6];
- медаль «За победу над Германией в Великой Отечественной войне 1941—1945 гг.» (1945)[6];
- орден Отечественной войны II степени (11 мая 1945)[1];
- Сталинская премия второй степени (10 апреля 1949) — за фильм «На страже мира» (1948)[22][23];
- Сталинская премия третьей степени (14 марта 1951) — за фильм «Слава труду» (1949)[22];
- орден Отечественной войны II степени (6 апреля 1985)[5];
- медали СССР[22].

## Комментарии
1. ↑  В части документов и изданий упоминается как Оттилия Болеславовна[1][2][3][4], в архиве Министерства обороны Российской Федерации, личном деле ЦСДФ и Кино. Энциклопедическом словаре (1987) — Оттилия Болеславна[5][6][7].